# Chippendales

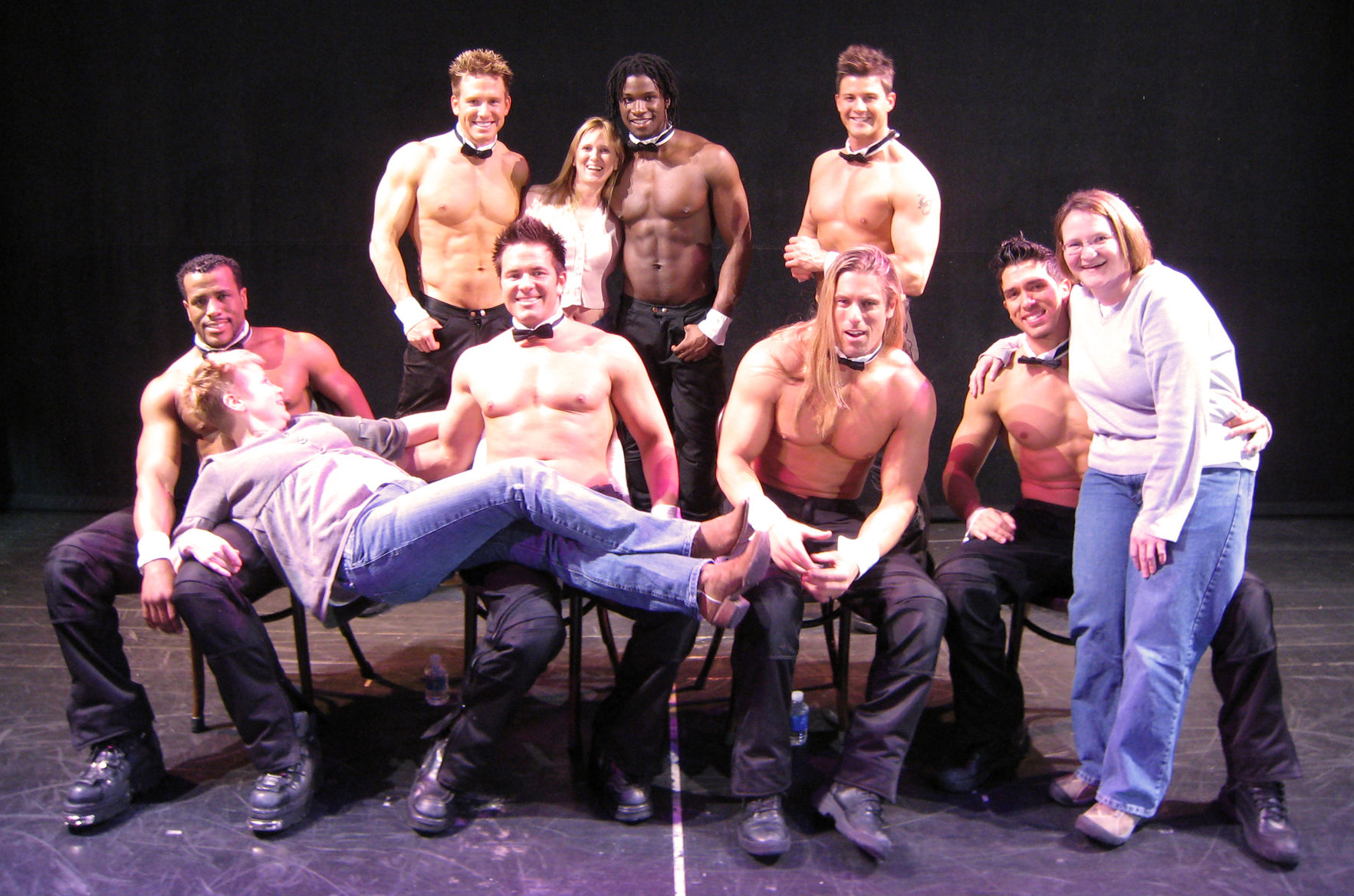
The Chippendales in Las Vegas mit drei weiblichen Gästen (2008)

The Chippendales, oder kurz Chipps, wurden 1979 in Los Angeles von Somen „Steve“ Banerjee und Bruce Nahin als Showtanz-Gruppe gegründet, die sich speziell der Unterhaltung von weiblichem Publikum widmet. Die Gründer Banerjee und Nahin waren im Besitz eines Nachtclubs mit dem Namen „Destiny II“. Nach mehreren Versuchen, diesen gewinnbringend zu führen, präsentierte Paul Snider den beiden Betreibern eine Striptease-Tanzshow, die ausschließlich aus männlichen Mitgliedern bestand. Diese Idee wurde das Merkmal und zum Namen des Clubs. Er wurde von Nahin gewählt, da der Club Möbel im Chippendale-Stil hatte.
Mit einer professionell choreografierten Show – einer Mischung aus Tanz, Gesang und Striptease – treten die jungen Männer der Chippendales weltweit auf. Ihr Markenzeichen sind weiße Kragen mit schwarzen Fliegen sowie weiße Manschetten an den Handgelenken. Eine Show dauert – plus einer Pause von etwa 20 Minuten – ca. anderthalb Stunden. Anschließend können sich die Zuschauerinnen mit ihren Favoriten fotografieren lassen.
Die Chippendales haben ihren Sitz in New York City und daneben Büros in anderen Ländern, so unter anderem in London. Mitte der Nuller Jahre gab es fünf Gruppen. Vier davon traten in den Vereinigten Staaten auf: an der Westküste, an der Ostküste, in Boston sowie in Las Vegas. Die fünfte Truppe tourte jedes Jahr in Europa und war 2005 auch in Südafrika.

## Kritik
Ein ehemaliger Ansager der Show schrieb in einem 2007 erschienenen Buch, Mitglieder der Chippendales an der Ostküste hätten Steroide und Drogen sowie übermäßige Mengen Alkohol konsumiert.
Carmen Böker ironisierte 2018 die Choreografien „als eine Pralinenschachtel stereotyper Männlichkeit, begleitet von sich selbst verstärkendem Beifallkreischen“, das immer wieder zusammenbreche angesichts „der eher sportlichen als animierenden Einlagen“. Sie fragt grundsätzlich, ob es nicht auch geistlos Sexismus bediene, wenn tanzende Männer sich vor Frauen ausziehen, wie umgekehrt.

## Verfilmung
Am 11. Januar 2023 erfolgte im deutschsprachigen Raum die Erstveröffentlichung der Miniserie Welcome to Chippendales bei Disney+, eine Produktion des amerikanischen Streaming-Dienstes Hulu. Die Serie, die die Geschichte der Chippendales erzählt, wurde von dem 2014 erschienenen Buch Deadly Dance: The Chippendales Murders von K. Scot Macdonald und Patrick MontesDeOca inspiriert.